# Trachyoribates carinatus
Trachyoribates carinatus är en kvalsterart som först beskrevs av Beck 1965.  Trachyoribates carinatus ingår i släktet Trachyoribates och familjen Haplozetidae. Inga underarter finns listade i Catalogue of Life.